# Протести в США проти Дональда Трампа (2016)

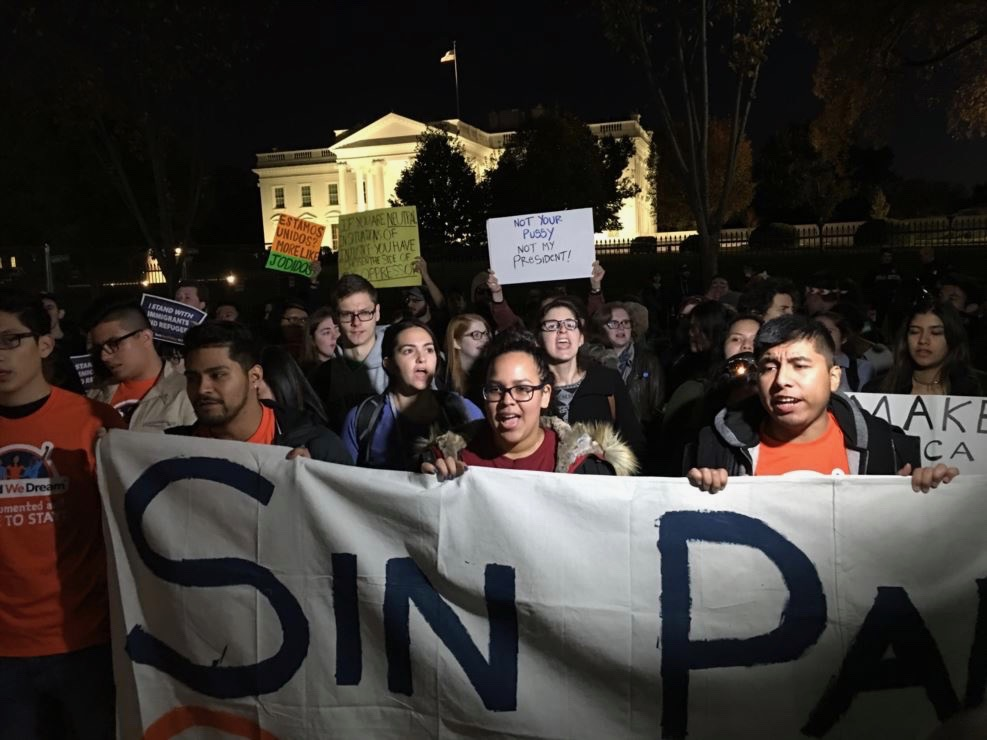
Акція протесту у Вашингтоні проти обрання Дональда Трампа президентом США

Протести в США проти Дональда Трампа — акції протесту, що пройшли в Сполучених Штатах Америки проти обрання президентом Дональда Трампа. Наймасовіші акції почалися 9 листопада 2016 року, після того, як за підрахунками ряду ЗМІ, Трамп переміг Гілларі Клінтон на президентських виборах, набравши 304 голосів виборців. Частина акцій пройшла під гаслом #NotMyPresident (#НеМійПрезидент).

## Перебіг акції протесту

### 9 листопада
9 листопада 2016 року в багатьох великих містах США почалися акції протесту. У Нью-Йорку було затримано десятки учасників демонстрацій; загальна кількість учасників перевищила кілька тисяч чоловік. Серед їхніх гасел: «Не мій президент», "Дональд Трамп, йди! Расист, сексист, антигей!".
Масові протести проходили в Вашингтоні, Окленді, Сіетлі; в Лос-Анджелесі і Портленді, протестувальники перекривали міські автомагістралі. Частина акцій була розігнана поліцією.

### 10 листопада
10 листопада було зібрано понад 2 мільйони підписів під петицією, що закликає виборщиків проігнорувати підсумки голосування в їхніх штатах і проголосувати 19 грудня за Гілларі Клінтон.
ЗМІ повідомляли про масові акції протесту в 36 містах США. У Лос-Анджелесі і Портленді знову перекривали міські автомагістралі. У Портленді протестувальники займалися псуванням майна та погрожували поліції. У Портленді поліція погрожувала почати кримінальне переслідування учасників протесту, багато протестувальників припинили акцію.

### 11 листопада

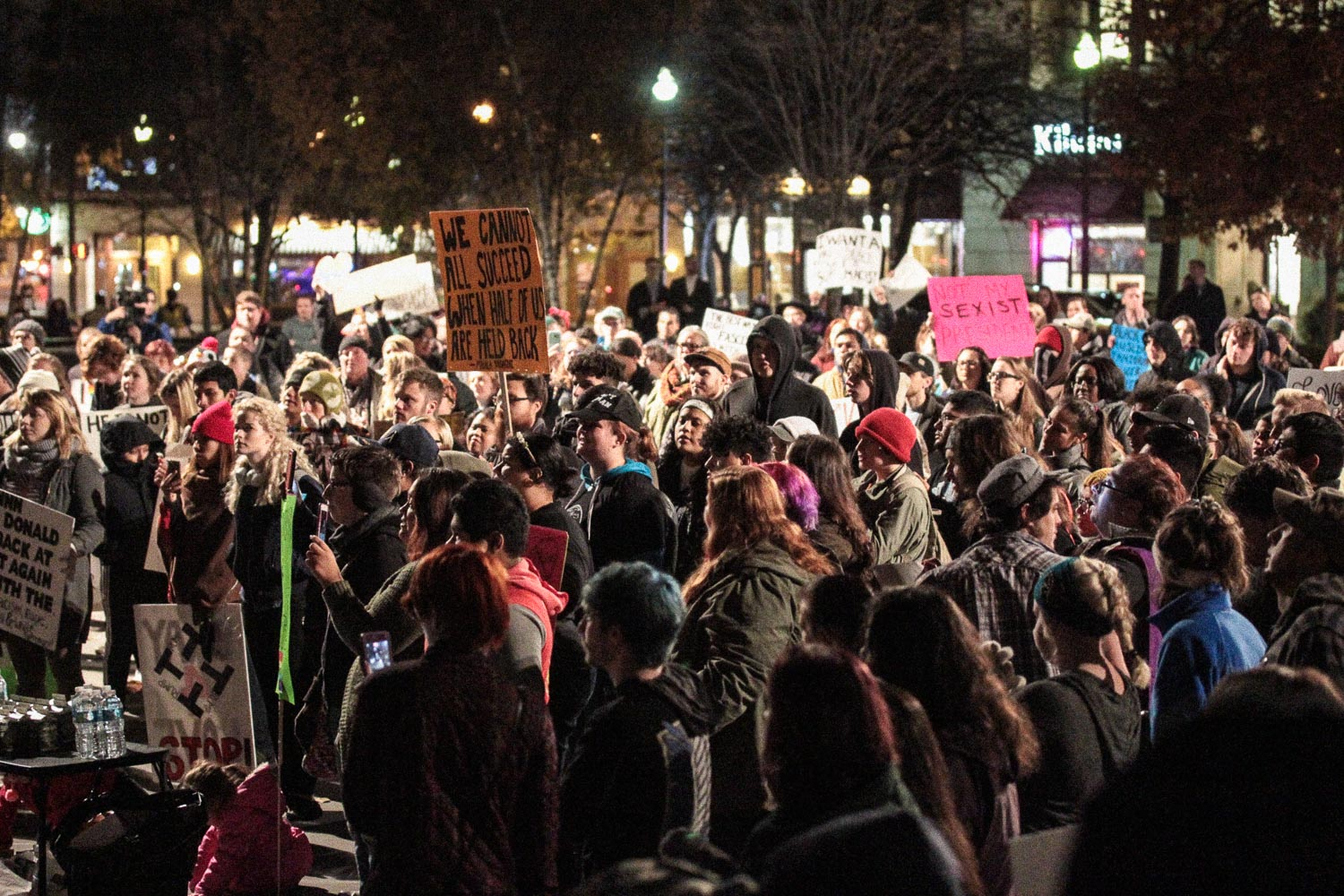
Акція протесту проти обрання президентом США Дональда Трампа, що проходила 12 листопада 2016 року в Гранд-Рапідс

Акції протесту пройшли в 24 містах США, вони мали мирний характер.

### 12 листопада
Акції пройшли в 24 містах США.В Нью-Йорку протестувальники провели марш, який зібрав 25 тисяч людей. У Лос-Анджелесі також пройшов марш, який зібрав 10 тисяч осіб. У Портленді відбувся мітинг. Під час акції невідомий відкрив вогонь по мітингувальниках і зник, в результаті один з учасників протесту загинув. Далі поліція зажадала від демонстрантів розійтися, ті відмовилися. Після цього поліцейські заарештували понад 20 учасників мітингу.

### 13 листопада
Акції протесту пройшли в 22 містах США, вони мали мирний характер.

### 14— 16 листопада
14 і 15 листопада почалися виступи студентів і школярів.
16 листопада студенти з 80 навчальних закладів вийшли на вулиці і стали протестувати проти імміграційної політики Дональда Трампа. Під тиском протестів ряд шкільних керівників заявили, що захищатимуть права учнів.

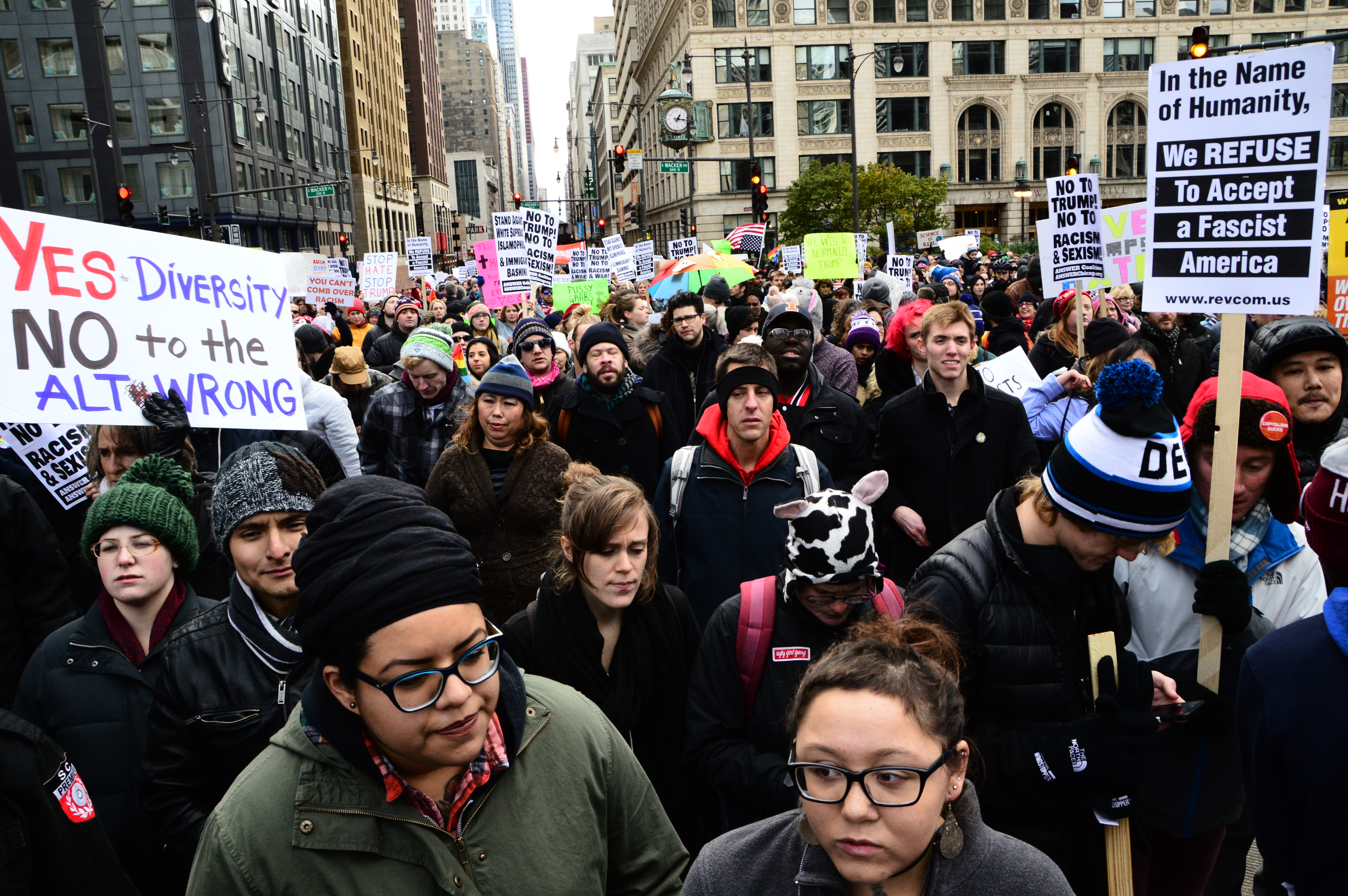
Акція протесту проти Дональда Трампа

### 17 листопада
Мирні акції протесту пройшли в Лос-Анджелесі, Портленді, Маямі, Вашингтоні.

### 18 листопада
Мирні протести пройшли в ряді міст США.
Сотні демонстрантів перекрили велике перехрестя в Чапел-Гілл.

### 19 листопада
Мирні акції протесту пройшли в Сіетлі, Чикаго, Сан-Франциско, Нью-Йорку.

### 20 листопада
69-річний чоловік, одягнений в уніформу морської піхоти США, підпалив себе на площі в Акроні на знак протесту проти обрання президентом США Дональда Трампа. У підсумку він був госпіталізований.
Протести також відбувалися у Бозмені, Лас-Вегасі, Оклахома-Сіті і Сан-Рафаелі.
Під час живого виступу на American Music Awards 2016, члени гурту Green Day виконали свою нову пісню Bang Bang. В середині пісні вокаліст Біллі Джо Армстронг вмикав скандування проти Трампа "Ні Трампу, ні KKK, ні фашистам США!»

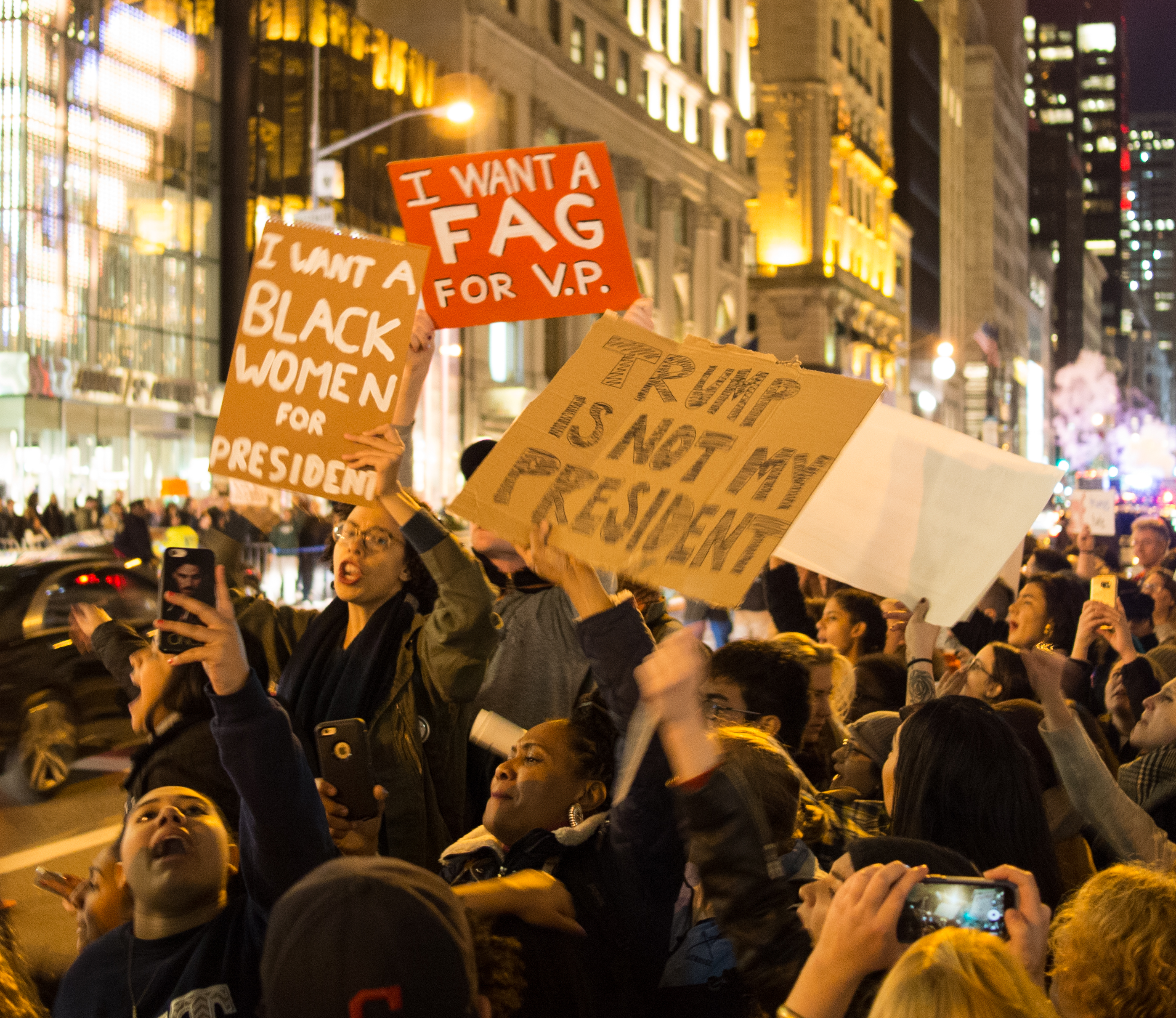
Акція протесту проти Дональда Трампа

### 21 листопада
Мирні акції протесту пройшли в Провіденсі, Колумбусі, Портленді

### 22— 27 листопада
22 листопада протестували студенти університету Крістофер Ньюпорт.
23 листопада протест відбувся в Міннеаполісі. Учасники акції закликали президента Обаму помилувати всіх іммігрантів до кінця свого терміну.
25 листопада учасники протесту заблокували входи в магазини на Чудовій милі в Чикаго.
26 листопада акція протесту пройшла в Портленді.
27 листопада 200 чоловік протестувало в будівлі Капітолія штату Небраска.

### Грудень 2016 року
3 і 18 грудня акції протесту проти обрання президентом США Дональда Трампа пройшли в Лос-Анджелесі.
19 грудня в ряді міст США пройшли акції протесту, на яких протестувальники закликали виборців ігнорувати результати виборів в їхніх штатах і голосувати за Гілларі Клінтон.

## Міжнародні протести проти Дональда Трампа
9 листопада 2016 року пройшли міжнародні протести проти Дональда Трампа в місті Монреаль (Канада).
10 листопада міжнародні протести пройшли в Лондоні, Ванкувері і Манілі.
11 листопада протести також відбулися в посольстві США в Тель-Авіві.
12 листопада міжнародні протести відбулися в Берліні, Мельбурні, Перті та Окленді.
13 листопада протести відбулися в Торонто (Канада).
19 листопада міжнародні протести відбулися в Торонто (Канада), де була заарештована одна людина; Мельбурні і Парижі.